# MHPArena (Ludwigsburg)
Die MHPArena ist eine Multifunktionshalle in der baden-württembergischen Stadt Ludwigsburg. Sie ist als Sitzplatz-Arena oder kombiniert mit Sitz- und Stehplätzen konzipiert und fasst zwischen 4700 und 6200 Besucher. Der Hauptnutzer ist der Basketballverein MHP Riesen Ludwigsburg, der seine Heimspiele zuvor in der nicht mehr zeitgemäßen Rundsporthalle ausgetragen hatte. Daneben werden Spiele des Handballclubs SG BBM Bietigheim ausgetragen. Auch die Futsalnationalmannschaft des DFB gastierte hier für ein Qualifikationsspiel zur Futsal-Europameisterschaft 2022 gegen die Schweiz.
Neben Sport finden in der Arena auch Kulturveranstaltungen statt.

## Geschichte

Logo vor der Umbenennung

Die auf dem ehemaligen Nestlé-Areal an der Schwieberdinger Straße entstandene Arena Ludwigsburg wurde am 1. Oktober 2009 mit einem Konzert der Hard-Rock-Band Scorpions und dem Orchester der Ludwigsburger Schlossfestspiele eröffnet. Die Halle wurde als ÖPP-Projekt (Öffentlich-private Partnerschaft) realisiert. Die Baukosten beliefen sich auf 21 Mio. Euro. 15 Mio. Euro trug die Stadt bei, den Rest eine Investorengruppe bestehend aus der BAM Deutschland AG und anderen Unternehmen der BAM-Gruppe.
Die Halle hat eine Länge von 70 Meter und eine Breite von 65 Meter. Während des Baus vom September 2007 bis September 2009 wurden etwa 1900 Tonnen Bewehrungsstahl und 15.000 m³ Beton verbaut.
Nach dreijähriger Suche nach einem Namenssponsor unterzeichneten am 29. August 2012 die Stadt Ludwigsburg und die MHP Management- und IT-Beratung einen Vorvertrag über den Sponsorennamen. Am 18. September 2012 präsentierten Vertreter der Stadt und von MHP den neuen Namen. Mitte Dezember 2021 wurde der seit 2012 laufende Vertrag zwischen der Stadt Ludwigsburg und der MHP Management- und IT-Beratung GmbH vorzeitig bis 2027 bzw. mit Option bis 2032 verlängert.